# Juglon
Juglon – organiczny związek chemiczny z grupy barwników chinonowych. Wykazuje właściwości allelopatyczne. Występuje w liściach, korzeniach i łupinach orzechów. W orzechu włoskim juglon występuje w świeżych liściach, a w trakcie ich usychania zanika w wyniku polimeryzacji.
Orzech czarny wydziela juglon przez korzenie, powodując spowolnienie wzrostu lub nawet obumieranie innych roślin. Juglon blokuje enzymy metaboliczne w roślinach, oddychanie mitochondrialne i fotosyntezę. Strefa wydzielania juglonu może rozciągać się w promieniu do kilkudziesięciu metrów. Wrażliwość na juglon wykazują także zwierzęta, np. konie reagują alergicznie na łuski i trociny z drewna orzecha czarnego, używane do ściółkowania podłoża w stajniach. Pewne ilości juglonu zawierają także łupiny, kora i liście.
Badania przeprowadzone na Uniwersytecie Stanu Ohio dowiodły, że w wyniku kompostowania liści orzecha czarnego, toksyna w nich zawarta ulega rozkładowi w kontakcie z powietrzem, wodą i bakteriami w ciągu dwóch do czterech tygodni. Przy utrudnionym dostępie do powietrza – w glebie rozkład trwa do dwóch miesięcy. Kompost z orzecha można testować sadząc w nim wrażliwe na juglon siewki pomidorów.